# 索莫斯
索莫斯（法語：Saumos，法語發音：[somɔs]）是法国吉伦特省的一个市镇，属于莱斯帕尔梅多克区。

## 地名
该地名“Saumos”发音为[somɔs]，末尾字母“s”发音，《世界地名翻译大辞典》与《世界地名译名词典》将其误译作“索莫”。

## 地理
索莫斯（44°55'9"N, 0°59'21"W）面积57.65 平方千米，位于法国新阿基坦大区吉倫特省，该省份为法国西南部沿海省份，是法國本土面积最大的省，北起滨海夏朗德省，西临大西洋，南至朗德省，东南接洛特-加龍省，东临多爾多涅省。
与索莫斯接壤的市镇（或旧市镇、城区）包括：拉卡诺、勒波日、圣埃莱娜、勒唐普勒。
索莫斯的时区为UTC+01:00、UTC+02:00（夏令时）。

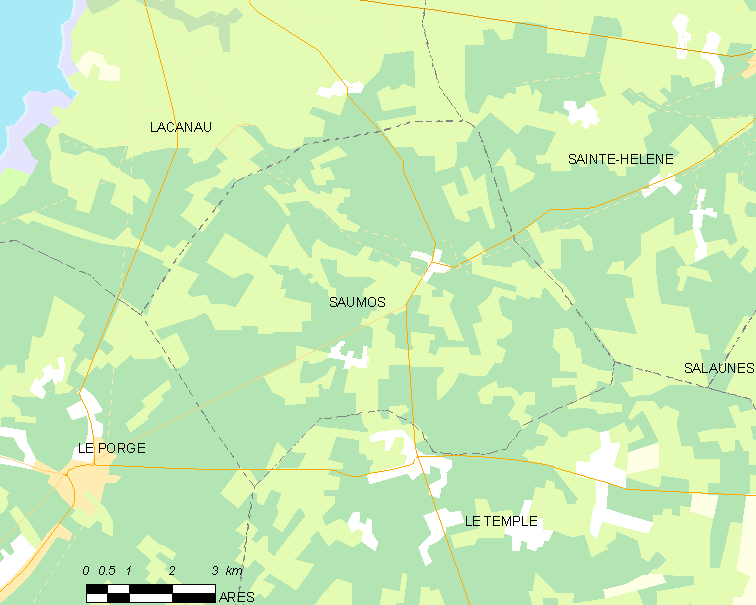
索莫斯的OSM定位图

## 行政
索莫斯的邮政编码为33680，INSEE市镇编码为33503。

## 政治
索莫斯所属的省级选区为南梅多克县。

## 人口

1962-2008年间索莫斯人口变化图示

索莫斯于2022年1月1日时的人口数量为549人。